# Buchans (plaats)
Buchans is een gemeente (town) in de Canadese provincie Newfoundland en Labrador die centraal op het eiland Newfoundland gelegen is.

## Geschiedenis
De gemeente Buchans werd opgericht na de volkstelling van 1976 door de samenvoeging van het Local Improvement District of Buchans met het gemeentevrije bedrijfsdorp Buchans.

## Geografie
Buchans ligt aan de gelijknamige rivier in het binnenland van Newfoundland, tussen het noordelijk gelegen Buchans Lake en het zuidelijk gelegen Beothuk Lake. De plaats bevindt zich op het eindpunt van provinciale route 370.

## Demografie
Demografisch gezien is Buchans, net zoals de meeste kleine dorpen op Newfoundland, aan het krimpen. Tussen 1991 en 2021 daalde de bevolkingsomvang van 1.164 naar 590. Dat komt neer op een daling van 574 inwoners (-49,3%) in dertig jaar tijd.
| Jaar | Aantal inwoners | Verschil |
| ---- | --------------- | -------- |
| 1991 | 1.164           | –        |
| 1996 | 1.056           | -9,3%    |
| 2001 | 877             | -17,0%   |
| 2006 | 761             | -13,2%   |
| 2011 | 696             | -8,5%    |
| 2016 | 642             | -7,8%    |
| 2021 | 590             | -8,1%    |

## Gezondheidszorg
In de gemeente bevindt zich het A.M. Guy Memorial Health Centre, een gezondheidscentrum dat zowel primaire als langetermijnzorg aanbiedt aan de inwoners uit Buchans. Het centrum valt onder de bevoegdheid van de gezondheidsautoriteit Central Health.